# Claudia von Alemann
Claudia von Alemann (* 23. März 1943 in Seebach, Thüringen) ist eine deutsche Filmregisseurin, Dokumentarfilmerin und Hochschullehrerin, deren Werk stark von feministischer und politischer Filmarbeit geprägt ist.

## Leben
Claudia von Alemann studierte 1963–1964 Soziologie und Kunstgeschichte an der Freien Universität Berlin und anschließend 1964–1968 Film am Institut für Filmgestaltung der Hochschule für Gestaltung Ulm.  Sie arbeitete als freie Regisseurin an Projekten für verschiedene Fernsehanstalten, insbesondere den Hessischen Rundfunk und den Westdeutschen Rundfunk. 1968 beteiligte sie sich in Paris an Filmkollektiven, den "Etats généraux du cinéma".
1977 wurde sie Dozentin für Film an der Hochschule für bildende Künste Hamburg, von 1982 bis 2006 war sie Professorin für Film an der Fachhochschule Dortmund. 
Seit 2004 ist sie Mitglied der Europäischen Film Academy und seit 2019 ist sie Mitglied der Sektion Film- und Medienkunst der Akademie der Künste Berlin.

## Feministische Filmarbeit
1973 organisierte sie gemeinsam mit Helke Sander das erste Internationale Frauen-Filmseminar im Kino Arsenal in West-Berlin – ein Meilenstein frühfeministischer Filmkultur in Deutschland.  Diese Veranstaltung steht im Mittelpunkt des Filmes "The Long Road To The Directors Chair" von Vibeke Løkkeberg.
1974 war sie Mitinitiatorin der feministischen Filmzeitschrift "Frauen und Film".

## Filmografie
- 1966: Einfach
- 1967: Exprmntl 4 Knokke
- 1967: Lustgewinn I
- 1967: Fundevogel
- 1969: Das ist nur der Anfang – der Kampf geht weiter. Über Filmaktivismus während der Pariser Mai-Unruhen 1968.[8]
- 1969: Kurzfilmtage Oberhausen
- 1970: Kathleen und Eldridge Cleaver in Algier
- 1970: Brigitte
- 1971: Germaine Greer
- 1971: Aus eigener Kraft - Frauen in Vietnam
- 1971: FLQ Montreal
- 1971: Antiimperialistischer Frauenkongreß Toronto
- 1972: Zeitarbeit
- 1972: Arbeitsunfall
- 1973: Es kommt drauf an, sie zu verändern (Dokumentarfilm) gilt als zentrale feministischer Dokumentation der 1970er Jahre.[9]
- 1974: Namibia
- 1977: Filme der Sonne und der Nacht: Ariane Mnouchkine[10]
- 1980: Die Reise nach Lyon (Original: *Blind Spot*)
- 1981: Das Frauenzimmer, ausgezeichnet auf dem Festival in Montbéliard und archiviert im MoMA in New York.[11]
- 1982: Nebelland
- 1984: Die Tür in der Mauer
- 1987: Das nächste Jahrhundert wird uns gehören, (Teil der Fernsehreihe Unerhört – Die Geschichte der deutschen Frauenbewegung von 1830 bis heute)[12]
- 1988: Lichte Nächte / Nuits Claires
- 1991: ... wie nächtliche Schatten/Rückfahrt nach Thüringen
- 1994:  Denny, Ameise und die anderen
- 2001: War einst ein wilder Wassermann
- 2011: Die Frau mit der Kamera: Portrait der Fotografin Abisag Tüllmann

## Auszeichnungen und Retrospektiven
- 1982: Preis der deutschen Filmkritik für Die Reise nach Lyon
- 1983: Hauptpreis der Jury und Publikumspreis bei der Première Manifestation Internationale de L’Audiovisuel Montbéliard, für Das Frauenzimmer
- 1988: Hauptpreis der Jury des Festival Internationale de Films et Vidéos de Femmes Montreal für Das nächste Jahrhundert wird uns gehören
- 1993: Spezialpreis der Jury des Internationalen Frauen-Filmfestivals Minsk für Wie nächtliche Schatten/Rückfahrt nach Thüringen
- 1994: Spezialpreis der Jury des Internationalen Videofestivals Liège
- 2023 ehrte die Deutsche Kinemathek ihr Lebenswerk mit einer umfassenden Retrospektive unter dem Titel "Das nächste Jahrhundert wird uns gehören" anlässlich ihres 80. Geburtstags.[13][14]

## Publikationen
1981: mit Bettina Schäfer und Dominique Jallamion: Das nächste Jahrhundert wird uns gehören, Frauen und Utopie in Frankreich von 1830-1848. Frankfurt a. M. ISBN 3-596-23708-4